# Stromberg
Stromberg és un municipi situat en el districte de Bad Kreuznach, a l'estat federat de Renània-Palatinat (Alemanya). El seu codi postal és 55442. Està situat en el centre de l'estat, a l'oest de la capital de l'estat, que és Magúncia, a poca distància del riu Nahe, un afluent del Rin per l'esquerra.